# Clichy-sur-Seine
Clichy-sur-Seine, Clichy-la-Garenne o simplement Clichy és un comú francès al departament d'Alts del Sena (regió d'Illa de França). L'any 2005 tenia 57.000 habitants. Forma part del cantó de Clichy i del districte de Nanterre. I des del 2016, de la divisió Boucle Nord de Seine de la Metròpolis del Gran París.

## Toponímia
El lloc s'ha esmentat com Clipiacum el 652, Clippicum superius el 635, Clichy en l’Aunois, Clippiaco el 717, Clichiaci in Garenna (Clichy la Garenne).
La localitat és esmentada amb el nom de Clippiaco al cartulari general de París (717), Clipiacum en una donació de Lluís el Gras de 1134. A l'edat mitjana, la ciutat s'anomenava llavors Clichiaci a Garenna (Clichy la Garenne) en un escriptura de 1625 pel fet que el lloc era apreciat per les caceres reials (un laberint que designava originàriament un espai reservat a determinades espècies de caça). Tanmateix, cal desconfiar d'aquest tipus de topònims, perquè a vegades s'ha utilitzat el mot «garenne» com a sinònim de «varenne» que designa tant les terres no conreades com les terres de conreu i argiloses.
El comú es va anomenar oficialment Clichy-la-Garenne almenys fins a 1818. De vegades encara s'anomena Clichy-la-Garenne extraoficialment per tal d'evitar confusions amb el comú de Clichy-sous-Bois al departament de Seine-Saint-Denis.